# Chingon
Die Band Chingon (mexikanisches Spanisch für „cool“, „geil“ oder auch „Starker Typ!“) wurde gegründet von Regisseur und Drehbuchautor Robert Rodriguez (Desperado, Irgendwann in Mexico, Sin City). Die Band besteht aus Mitgliedern der Austin Music Community und Mitgliedern der Spanisch-Rockband Del Castillo. Unter anderem: Carl Thiel, Rafael Gayol und Cecilio Ruiz. Robert Rodriguez wechselt dabei sein Fachgebiet und spielt in der Band Gitarre.
Ursprünglich für den Soundtrack von Irgendwann in Mexico gegründet, hat sich die Formation für den Soundtrack der El-Mariachi Trilogie Mexico and Mariachis wiedervereint. Aus dem Soundtrack zu Irgendwann in Mexiko stammen die Songs Cukarocka und Siente mi Amor (Gesang Salma Hayek). Ein anderer Song, Malagueña salerosa, ist ein Neuarrangement eines klassischen Mariachi-Standards, das Rodriguez ursprünglich für den Film Desperado konzipiert hatte – es fand später seinen Platz in Quentin Tarantinos Kill Bill – Volume 2. Ein erstes Studioalbum mit dem Titel Mexican Spaghetti Western entstand 2004.

## Diskographie
- 2003: Irgendwann in Mexico (Soundtrack)
- 2004: Kill Bill – Volume 2 (Soundtrack)
- 2004: Mexico And Mariachis: Music From and Inspired by Robert Rodriguez’s El Mariachi Trilogy
- 2004: Mexican Spaghetti Western
- 2007: Planet Terror (Soundtrack)
- 2010: Machete (Soundtrack)